# Сарозеро (озеро, Андомское сельское поселение)
Сарозеро — пресноводное озеро на территории Андомского сельского поселения Вытегорского района Вологодской области.

## Общие сведения
Площадь озера — 0,6 км². Располагается на высоте 214,8 метров над уровнем моря.
Форма озера лопастная, продолговатая: оно почти на полтора километра вытянуто с севера на юг. Берега изрезанные, каменисто-песчаные, местами заболоченные.
Из южной оконечности озера вытекает Сарручей, впадающий с левого берега в реку Андому, впадающую, в свою очередь, в Онежское озеро.
В озере расположено не менее четырёх небольших безымянных островов, сосредоточенных преимущественно в южной часть водоёма
Населённые пункты и автодороги вблизи водоёма отсутствуют.
Код объекта в государственном водном реестре — 01040100611102000019708.